# Батай, Николя (ткач)

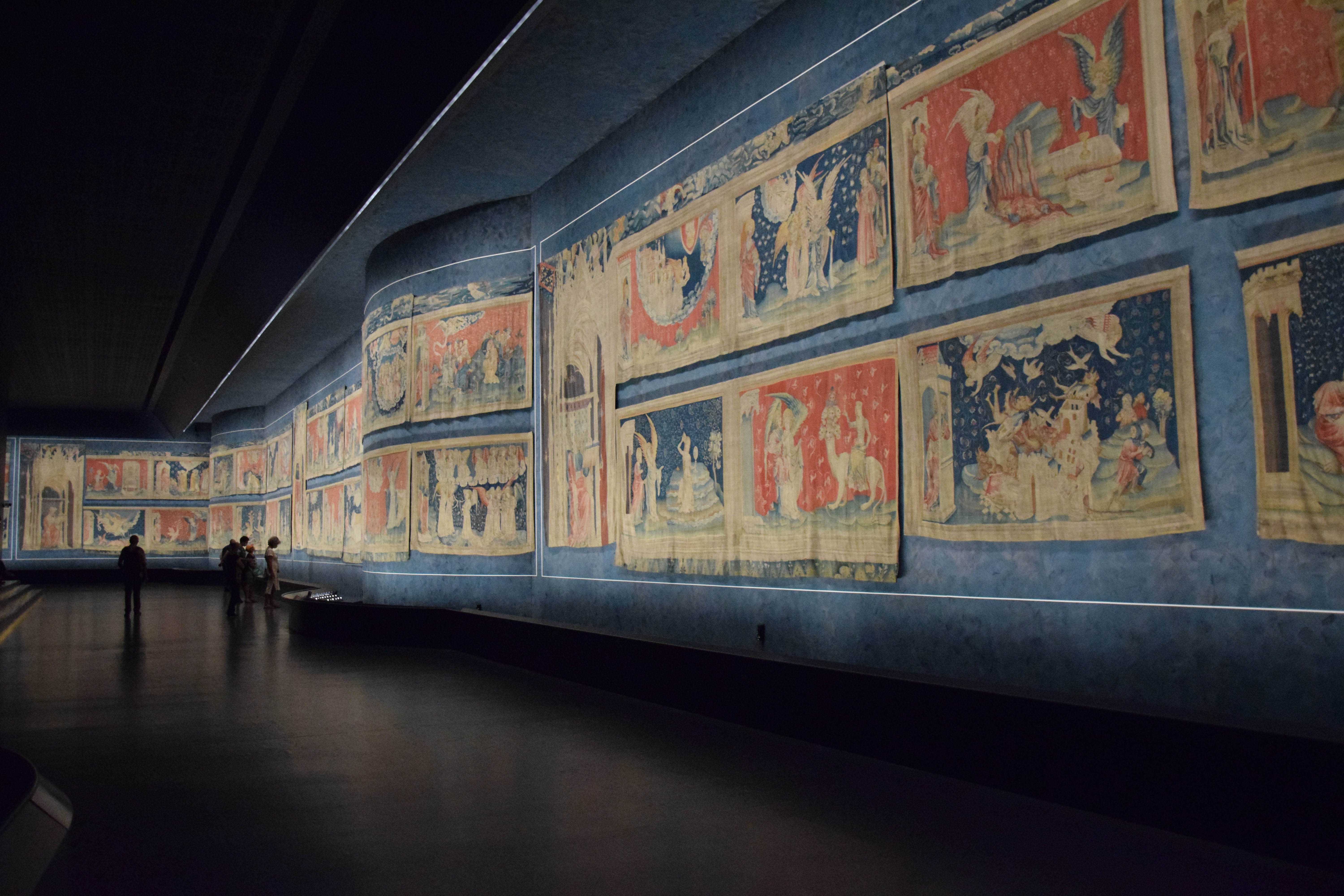
Анжерский апокалипсис

Николя́ Бата́й или Никола́ Бата́йль (фр. Nicolas Bataille; ок. 1330—1340, Париж — ок. 1405) — обойщик и ткач, признанный лучшим парижским мастером своего времени.
Придворный ткач французского короля Карла V. В его мастерских по заказу Людовика I Анжуйского был создан знаменитый цикл шпалер «Анжерский апокалипсис». Работа продолжалась с 1373 по 1380 год. Над шпалерами трудились тридцать пять ткачей. Этот единственный в своём роде монументальный шедевр шпалерного ткачества экспонируется в настоящее время в Анжерском замке.